# La espada y el deseo
La espada y el deseo (título original: La carne e il diavolo) es una película italiana del género drama de 1992, dirigida por Nello Rossati, que a su vez la escribió junto a Roberto Gianviti, el elenco está compuesto por Lorenzo Lamas, Stefania Orsola Garello y Barbara Cupisti, entre otros. Este largometraje fue realizado por National Cinematografica.

## Sinopsis
Corre el año 1662 y en las colonias de España existe la inquisición: se tortura a los que abandonan la religión y se manda a la hoguera a las brujas. Los nativos son satanizados y también dos amigos se transforman en adversarios.